# Frank Jansen (producent)
Frank Jansen (Heemstede, 9 februari 1944) is een Nederlands platen- en omroepbaas. Eerst hield hij zich bij Bovema/EMI bezig met producties en later met A&R in Nederland, Europa en vervolgens Duitsland. In 1987 stapte hij over naar de KRO-televisie. Hier was hij (co-)producer en leidinggevende tot zijn pensioen in 2004.

## Biografie
Jansen had al jong interesse voor muziek en werkte tussen zijn tijd op de middelbare school en in militaire dienst bij een platenwinkel in Utrecht. De eerste platen die hij zelf kocht, waren van Fats Domino en Bill Haley. Zijn werk bij de platenwinkel bracht hem in contact met jazzmuziek, en zo kwam hij ook in het bestuur van de jazzclub Persepolis terecht. Tijdens zijn diensttijd musiceerde hij, en ook erna. Hij speelt contrabas en saxofoon.

### Muziekindustrie
Het was zijn wens om in de muziekindustrie aan het werk te komen. Via een oom, die als vertegenwoordiger bij de platenmaatschappij Bovema in Heemstede werkte, kreeg hij een uitnodiging voor een gesprek en werd aangenomen. Bovema ging later op in EMI.  Aanvankelijk werkte hij op de verkoopafdeling en vanaf 1968 was hij labelmanager voor Nederlandse producties. Af en toe produceerde en schreef hij ook muziek.
Vervolgens was hij vanaf 1970 hoofd van het programmabureau, waarmee hij in feite de leiding had over de A&R-afdeling. In zijn gehele muzikale loopbaan was hij betrokken bij 113 Top 40-hits. Naar eigen opgaaf ontdekte hij musici als Brainbox, Lucifer, Kayak, Highlight, Robert Long, Jaap Dekker, CCC Inc., Continental Uptight Band en de Canadese band Promises. Daarnaast contracteerde hij een veelvoud van artiesten voor EMI en werkte hij samen met de productiemaatschappij JR van Jack de Nijs, als artiest beter bekend als Jack Jersey.
In 1975 werd hij verantwoordelijk voor de A&R van Europese producties en tussen 1980 en 1985 had hij de leiding over EMI Duitsland. Aansluitend werkte hij nog tot 1987 voor het Duitse Cosima Music van Bernd Meinunger en Hanne Haller.

### KRO-televisie
In 1987 stapte hij over naar de KRO-televisie. Tot 1999 was hij adjunct-hoofd voor de televisie en van 1999 tot zijn pensioen in 2004 was hij hoofd voor drama en culturele televisieprogramma's. 
Van 1995 tot 1997 produceerde hij ook programma's, waaronder De Partizanen (1995). Daarna fungeerde hij op artistiek gebied vooral nog als co-producent en eindredacteur. Een van de uitzendingen waar hij als co-producent bij betrokken was, was Toen was geluk heel gewoon dat hij zelf naar Nederland haalde. Een greep uit zijn andere co-producties is Enneagram (2003-2004), Wij Alexander (1998), Lijmen/Het been (2000), Russen (2001),  en Sloophamer (2003).